# 서당놀이
서당놀이(書堂－)는 영양(英陽) 원놀이라고도 하며, 영양을 중심으로 경상북도 북부지방에 전승되고 있는 놀이의 하나이다.
옛날 안동에는 옥계서원(玉溪書院)과 금곡서원(金谷書院)의 대표적인 두 서원이 있어 많은 유생(儒生)들이 모여 있었다. 이 유생들은 과거 시험에 합격한 즐거움을 축하하고 스승에 대한 사은(師恩)의 표시로 여러 스승을 모셔다가 술상을 차려놓고 융숭한 대접을 했는데 이것이 기원이 되었다고 한다. 정초에 마을 청소년들이 모여 훈장과 원을 선출하고, 육방(六房) 관속이 선출되어 가장을 하고 글을 외우며 행진한다. 또 토론도 하고 송사를 재판하는 등 옛날 관원이 하던 일을 모의(模擬)하며 놀았는데 이는 요즈음 각 대학에서 행해지는 모의 재판과 유사한 형태라고 볼 수 있다.